# Найт, Ширли
Ши́рли Эно́ла На́йт  (англ. Shirley Enola Knight, 5 июля 1936 — 22 апреля 2020) — американская актриса, номинантка на премию «Оскар» в 1961 и 1963 годах.

## Биография
Ширли Энола Найт родилась в Канзасе 5 июля 1936 года в семье Вирджинии (урожд. Вебстер) и Ноэла Джонсона Найта, работника компании масла для автомобилей.
Первой актёрской работой юной актрисы стало участие в эпизоде Saturday Night сериала Playbill, вышедшем в эфир 23 февраля 1955 года. Впервые на киноэкранах Ширли появилась в эпизодической роли в фильме «Пикник», выпущенном в Штатах 16 февраля 1956 года. Её партнёрами стали выдающаяся комедийная актриса Розалинд Расселл, а также Ким Новак и Уильям Холден, однако участие Ширли в этом проекте не было отмечено в титрах. Она спустя всего три года получила первую заметную роль в телесериале «Оленья кожа». Всего было снято 39 эпизодов телевестерна, в семи из которых она сыграла роль миссис Ньюкомб. Спустя год Найт была номинирована на премию «Оскар» как лучшая актриса второго плана за роль в фильме «Тьма наверху лестницы», и ещё раз в 1962 году за фильм «Сладкоголосая птица юности». В дальнейшие годы у неё были роли в картинах «Голландец» (1967), «Люди дождя» (1969), «Джаггернаут» (1974) и «Пленники «Посейдона»» (1979). Её театральные роли включают участие в постановках «Возвращение», «Маленький Шеба», «Мы всегда живём в замке» и «Монологи вагины».
В 1960-х годах она почти оставила съёмки в Голливуде, посвятив себя Бродвею,. В 1976 году Ширли Найт была удостоена премии «Тони» за постановку «Дети Кеннеди». В конце 1990-х она вновь стала активно сниматься в кино и на телевидении, все же отдавая предпочтение последнему. В частности, в 1990-е годы она участвовала как гостевая актриса в таких сериалах как «Она написала убийство» (1989—1990, 2 эпизода), «Закон и порядок» (1 эпизод в 1991), «Тридцать-с-чем-то» (по одному эпизоду в 1987 и 1990). В двадцать первом столетии она принимала участие в таких телепостановках, как «Отчаянные домохозяйки», где сыграла свекрови Бри — Филлис Ван Де Камп (2005—2007), «Элли Макбил», «Доктор Хаус» (2005) и «Скорая помощь» (2002). Самой заметной ролью в кино позднего периода можно считать роль матери героини Хелен Хант в оскароносной ленте «Лучше не бывает» (1997). Кроме того, исполнила небольшие роли в лентах «Частная жизнь Пиппы Ли» и «Шопо-коп» (оба — 2009).

## Личная жизнь
Ширли Найт дважды была замужем. От первого супруга, Джина Перссона (1959—1969). В этом браке родилась дочь Кейтлин, родившаяся 1 июля 1964 года и также ставшая актрисой.
Вторым её мужем (1969—1998) был сценарист Джон Хопкинс, от которого она 26 ноября 1968 года родила дочь Софи, пробовавшую свои силы как сценарист на телевидении. Со вторым супругом она прожила в браке 29 лет до самой его смерти 23 июля 1998 года. Для обоих этот брак был вторым, и знакомство привело к тому, что оба оставили своих супругов, а позднее Джон даже официально удочерил Кейтлмн (дочь Ширли от первого брака, дав той свою фамилию).

## Избранная фильмография
| Год       |    | Русское название                 | Оригинальное название                  | Роль               |
| --------- | -- | -------------------------------- | -------------------------------------- | ------------------ |
| 1960      | ф  | Тьма наверху лестницы            | The Dark at the Top of the Stairs      | Рини Флад          |
| 1962      | ф  | Кушетка                          | The Couch                              | Терри Эймс         |
| 1962      | ф  | Сладкоголосая птица юности       | Sweet Bird Of Youth                    | Хевенли Финли      |
| 1966      | ф  | Группа                           | The Group                              | Полли              |
| 1967      | ф  | Голландец                        | Dutchman                               | Лула               |
| 1969      | ф  | Люди дождя                       | The Rain People                        | Натали Равенна     |
| 1974      | ф  | Джаггернаут                      | Juggernaut                             | Барбара Банистер   |
| 1979      | ф  | Пленники «Посейдона»             | Beyond the Poseidon Adventure          | Ханна Мередит      |
| 1981      | ф  | Бесконечная любовь               | Endless Love                           | Энн Баттерфилд     |
| 1994      | ф  | Цвет ночи                        | Color of Night                         | Эдит Ниделмайер    |
| 1996      | ф  | Дьяволицы                        | Diabolique                             | Эди Данзигер       |
| 1996      | тф | Если бы стены могли говорить     | If These Walls Could Talk              | Мэри Доннелли      |
| 1996      | ф  | На грани                         | Somebody Is Waiting                    | Ирма Гилл          |
| 1997      | ф  | Грустный мальчик                 | Little Boy Blue                        | Дорис / мама Дэнни |
| 1997      | ф  | Лучше не бывает                  | As Good as It Gets                     | Беверли Коннелли   |
| 2001      | ф  | Дом на холме                     | A House on a Hill                      | Мерседес Мейфилд   |
| 2001      | тф | Небо над моей Луизианой          | My Louisiana Sky                       | Джуэл Рамси        |
| 2001      | ф  | Глаза ангела                     | Angel Eyes                             | Эланора Дейвис     |
| 2002      | ф  | Море Солтона                     | The Salton Sea                         | Нэнси Пламмер      |
| 2002      | ф  | P.S. Ваш кот мёртв               | P.S. Your Cat Is Dead!                 | тётя Клэр          |
| 2002      | ф  | Божественные тайны сестричек Я-Я | Divine Secrets of the Ya-Ya Sisterhood | Ниси               |
| 2002      | с  | Скорая помощь                    | ER                                     | миссис Берк        |
| 2004      | ф  | Жизнь как секс                   | Sexual Life                            | Джоанн             |
| 2004      | тф | Кошка-привидение                 | Mrs. Ashboro’s Cat                     | миссис Эшборо      |
| 2005      | с  | Доктор Хаус                      | House                                  | Джорджия Адамс     |
| 2005—2007 | с  | Отчаянные домохозяйки            | Desperate Housewives                   | Филлис Ван де Камп |
| 2006      | ф  | Мальчик на троих                 | Grandma’s Boy                          | Беа                |
| 2006      | ф  | Открытое окно                    | Open Window                            | доктор Энн Монохан |
| 2009      | ф  | Шопо-коп                         | Paul Blart: Mall Cop                   | Маргарет Бларт     |
| 2009      | ф  | Частная жизнь Пиппы Ли           | The Private Lives of Pippa Lee         | Дот Надо           |
| 2015      | ф  | Толстяк против всех              | Paul Blart: Mall Cop 2                 | Маргарет Бларт     |

## Награды и номинации
| Награда                      | Год  | Категория                                                                    | Название работы                         | Результат |
| ---------------------------- | ---- | ---------------------------------------------------------------------------- | --------------------------------------- | --------- |
| Оскар                        | 1961 | Лучшая женская роль второго плана                                            | Тьма наверху лестницы                   | Номинация |
| Оскар                        | 1963 | Лучшая женская роль второго плана                                            | Сладкоголосая птица юности              | Номинация |
| Венецианский кинофестиваль   | 1967 | Кубок Вольпи за лучшую женскую роль                                          | Голландец                               | Победа    |
| Золотой глобус               | 1961 | За лучший дебют актрисы                                                      | Тьма наверху лестницы                   | Номинация |
| Золотой глобус               | 1961 | Лучшая женская роль второго плана в кинофильме                               | Тьма наверху лестницы                   | Номинация |
| Золотой глобус               | 1963 | Лучшая женская роль второго плана в кинофильме                               | Сладкоголосая птица юности              | Номинация |
| Золотой глобус               | 1996 | Лучшая женская роль второго плана в мини-сериале, телесериале или телефильме | Обвинительный акт: Суд над Макмартинами | Победа    |
| Прайм-таймовая премия «Эмми» | 1981 | Лучшая женская роль второго плана в мини-сериале или телефильме              | Тянуть время                            | Номинация |
| Прайм-таймовая премия «Эмми» | 1988 | Лучшая приглашённая актриса в драматическом телесериале                      | Тридцать-с-чем-то                       | Победа    |
| Прайм-таймовая премия «Эмми» | 1989 | Лучшая приглашённая актриса в драматическом телесериале                      | Уравнитель                              | Номинация |
| Прайм-таймовая премия «Эмми» | 1990 | Лучшая приглашённая актриса в драматическом телесериале                      | Тридцать-с-чем-то                       | Номинация |
| Прайм-таймовая премия «Эмми» | 1992 | Лучшая женская роль в драматическом телесериале                              | Закон и порядок                         | Номинация |
| Прайм-таймовая премия «Эмми» | 1995 | Лучшая женская роль второго плана в мини-сериале или телефильме              | Обвинительный акт: Суд над Макмартинами | Победа    |
| Прайм-таймовая премия «Эмми» | 1995 | Лучшая приглашённая актриса в драматическом телесериале                      | Полиция Нью-Йорка                       | Победа    |
| Прайм-таймовая премия «Эмми» | 2006 | Лучшая приглашённая актриса в комедийном телесериале                         | Отчаянные домохозяйки                   | Номинация |
| Спутник                      | 1997 | Лучшая женская роль второго плана в кинофильме                               | Лучше не бывает                         | Номинация |
| Спутник                      | 1998 | Лучшая женская роль второго плана в мини-сериале, телесериале или телефильме | Свадьба                                 | Номинация |
| Золотая малина               | 1981 | Худшая женская роль второго плана                                            | Бесконечная любовь                      | Номинация |
| Тони                         | 1976 | Лучшая женская роль второго плана в пьесе                                    | Дети Кеннеди                            | Победа    |
| Тони                         | 1997 | Лучшая женская роль в пьесе                                                  | Молодой человек из Атланты              | Номинация |